# Guillaume Piobert
Guillaume Piobert, francoski general, balistik in akademik, * 1793, † 1871.
1. 1 2 3 4  www.accademiadellescienze.it